# Élie Lefranc
Pour les articles homonymes, voir Lefranc.
Élie Lefranc, né le 4 juin 1932 à Guerville,, est un coureur cycliste français. 

## Biographie
Élie Lefranc commence le cyclisme au Véloce Club Eudois et Breslois. Actif durant plusieurs décennies, il fut l'un des meilleurs amateurs normands de sa génération. Il reste notamment le coureur le plus titré du Maillot des As, qu'il a remporté à quatre reprises. En 1963, il participe à la Course de la Paix avec l'équipe de France, « L’un de [ses] meilleurs souvenirs ».
Le 8 octobre 1989, il met un terme à sa carrière cycliste à l'âge de 57 ans, après un dernier succès au Critérium du Champs de Mars (Eu). Son palmarès compte près de 500 victoires.

## Palmarès
- 1958
  - Champion de Normandie indépendants
  - Maillot des As
  - 4e étape du Tour de Normandie
  - 2e du Tour de Normandie
- 1959
  - 2e de Paris-Eu
  - 2e du Maillot des As
  - 3e du Tour de Normandie
- 1960
  - Grand Prix Michel-Lair
  - 3e du Maillot des As
- 1962
  - Maillot des As
  - Grand Prix Michel-Lair
- 1964
  - Grand Prix Michel-Lair
  - Poly Nordiste
  - 3e de Paris-Eu
  - 3e du Maillot des As
- 1965
  - Maillot des As
  - 2e du Circuit de la Vallée de l'Aa
- 1966
  - Circuit de la Vallée de l'Aa
  - 3e du Grand Prix Michel-Lair
- 1967
  - Maillot des As
  - Deux Jours de Caen
  - Rouen-Gisors
  - 3e de Vernon-Barentin
- 1968
  - 3e étape des Deux Jours de Caen
  - 3e des Deux Jours de Caen
  - 3e du Grand Prix de Lillers
- 1969
  - Grand Prix de Gerponville
- 1970
  - 3e de Rouen-Gisors
- 1971
  - 3e de Vernon-Barentin
- 1972
  - Grand Prix de Guerville
- 1976
  - Grand Prix de Luneray
- 1977
  - 2e du Grand Prix de Luneray